# Roberto Viau
Roberto Luis Viau, né le 16 novembre 1931, mort le 6 juin 1971, est un joueur argentin de basket-ball.

## Palmarès
- Champion du monde 1950
- Finaliste des Jeux panaméricains de 1951
- Finaliste des Jeux panaméricains de 1955
- Troisième du championnat d'Amérique du Sud 1955